# Roy Schuiten
Rob „Roy” Schuiten (ur. 16 grudnia 1950 w Zandvoort, zm. 19 września 2006 w Carvoeiro) – holenderski kolarz torowy i szosowy, pięciokrotny medalista torowych mistrzostw świata.

## Kariera
Pierwszy sukces w karierze Roy Schuiten osiągnął w 1970 roku, kiedy zajął trzecie miejsce w szosowy kryterium w Oisterwijk. W 1971 roku zdobył złoty medal na wojskowych mistrzostwach Holandii w wyścigu ze startu wspólnego. Rok później wystartował na igrzyskach olimpijskich w Monachium, gdzie zajął piątą pozycję w wyścigu na dochodzenie, zarówno drużynowo, jak i indywidualnie. Wspólnie z Gerriem Fensem, Peterem Nieuwenhuisem i Hermanem Ponsteenem wywalczył brązowy medal w drużynowym wyścigu na dochodzenie podczas torowych mistrzostw świata w San Sebastián w 1973 roku. Na dwóch kolejnych torowych mistrzostwach świata: Montreal 1974 i Liège 1975 Holender zwyciężył w indywidualnym wyścigu na dochodzenie zawodowców. W tej samej konkurencji zdobył ponadto dwa srebrne medale: na mistrzostwach świata w Lecce w 1976 roku oraz rozgrywanych dwa lata później mistrzostwach w Monachium. W pierwszym przypadku wyprzedził go tylko Włoch Francesco Moser, a w drugim najlepszy był Gregor Braun z RFN. Startował także w wyścigach szosowych, wygrywając między innymi brytyjski Milk Race i holenderski Olympia’s Tour w 1974 roku, francuski Chrono des Nations w 1974 i 1975 roku oraz niemiecki Eschborn-Frankfurt City Loop, szwajcarski Grosser Preis des Kantons Aargau i francuski Tour Méditerranéen w 1976 roku.
W latach 80. Schuiten przeprowadził się do Portugalii, gdzie otworzył własną restaurację. Zmarł z powodu krwotoku żołądka w 2006 roku w portugalskiej miejscowości Carvoeiro.